# Palazzo San Giorgio (Gênes)
Pour les articles homonymes, voir Palazzo San Giorgio.
Le Palazzo San Giorgio  (ou Palazzo delle Compere di San Giorgio) est un palais de la ville de Gênes en Italie, situé Piazza Caricamento dans le centre historique médiéval de la ville.

## Historique
Construit en 1260 par l'architecte cistercien Oliverio sur ordre de Guglielmo Boccanegra, oncle de Simone Boccanegra, le premier doge de Gênes, les matériaux de sa construction proviennent de la démolition de l'ambassade vénitienne de Constantinople, obtenus de l'empereur byzantin Michel VIII pour l'aide génoise contre l'empire latin.
Le palais, prévu pour la création d'un centre civil et politique (palazzo del Capitano del Popolo), était destiné à élever la puissance temporelle du gouvernement de la république de Gênes en face de la puissance religieuse du clergé portée au Duomo  di San Lorenzo.
En 1262, Guglielmo Boccanegra forcé à l'exil, le palais est transformé en prison. Marco Polo y fut interné et c'est là qu'il rédigea en 1298 avec Rustichello de Pise son mémoire centré sur l'empire sino-mongol de Kubilai Khan : Le Livre de Marco Polo.
En 1408, le palais est devenu le siège de la banque Saint-Georges ou Office de Saint Georges.
En 1481-1482, le peintre Carlo Braccesco orne les façades de fresques en trompe-l'œil.
Le palais est agrandi en 1571 et ensuite plusieurs fois restauré.
Il est, depuis 1903, le bureau des autorités portuaires de Gênes. Situé à proximité du centre-ville, du vieux port et de l'Aquarium de Gênes, il ouvre périodiquement ses portes au public et reçoit des expositions sur l'histoire de la ville.

## Galerie photographique

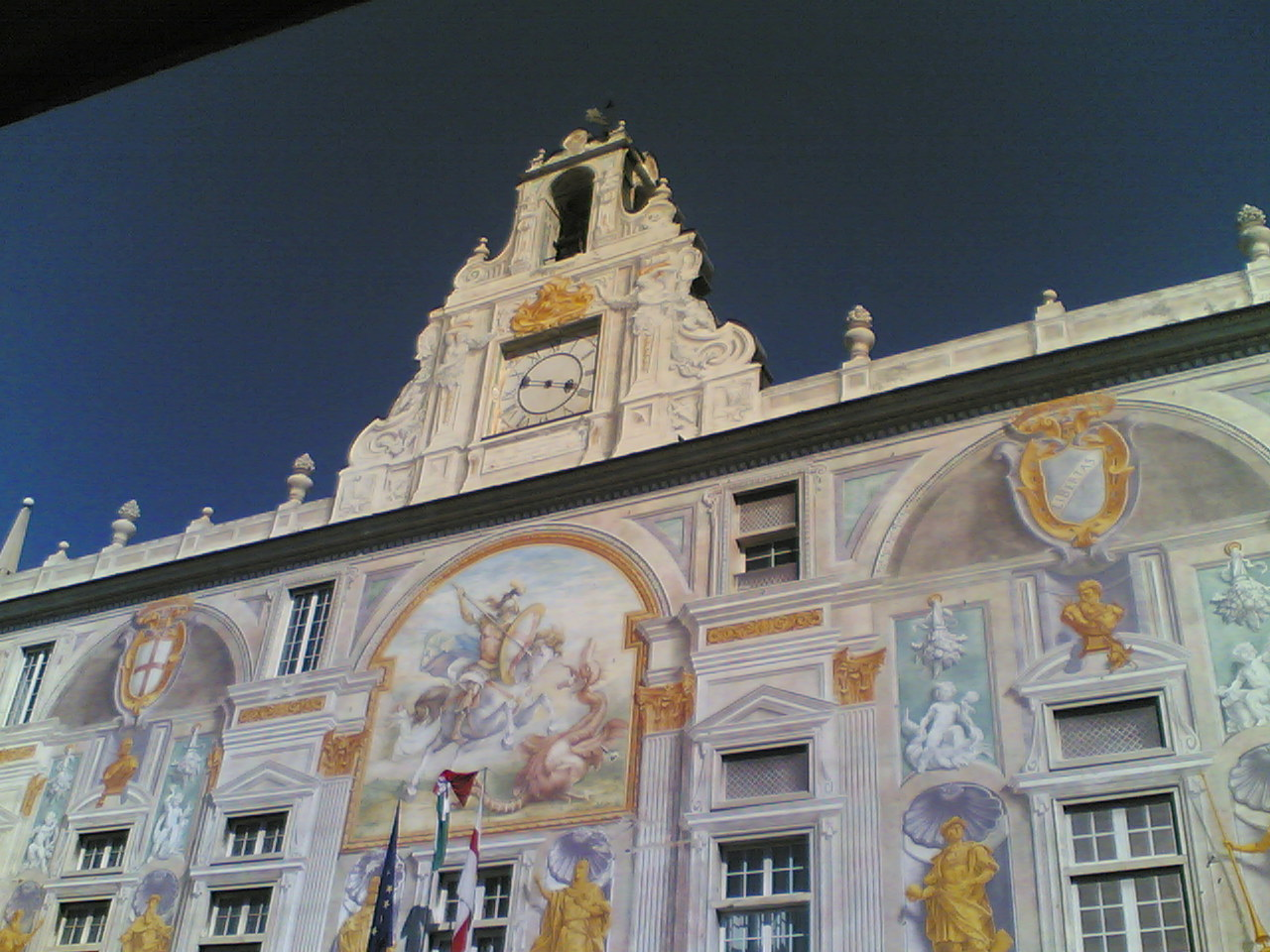
Façade du palais avec les fresques de Carlo Braccesco
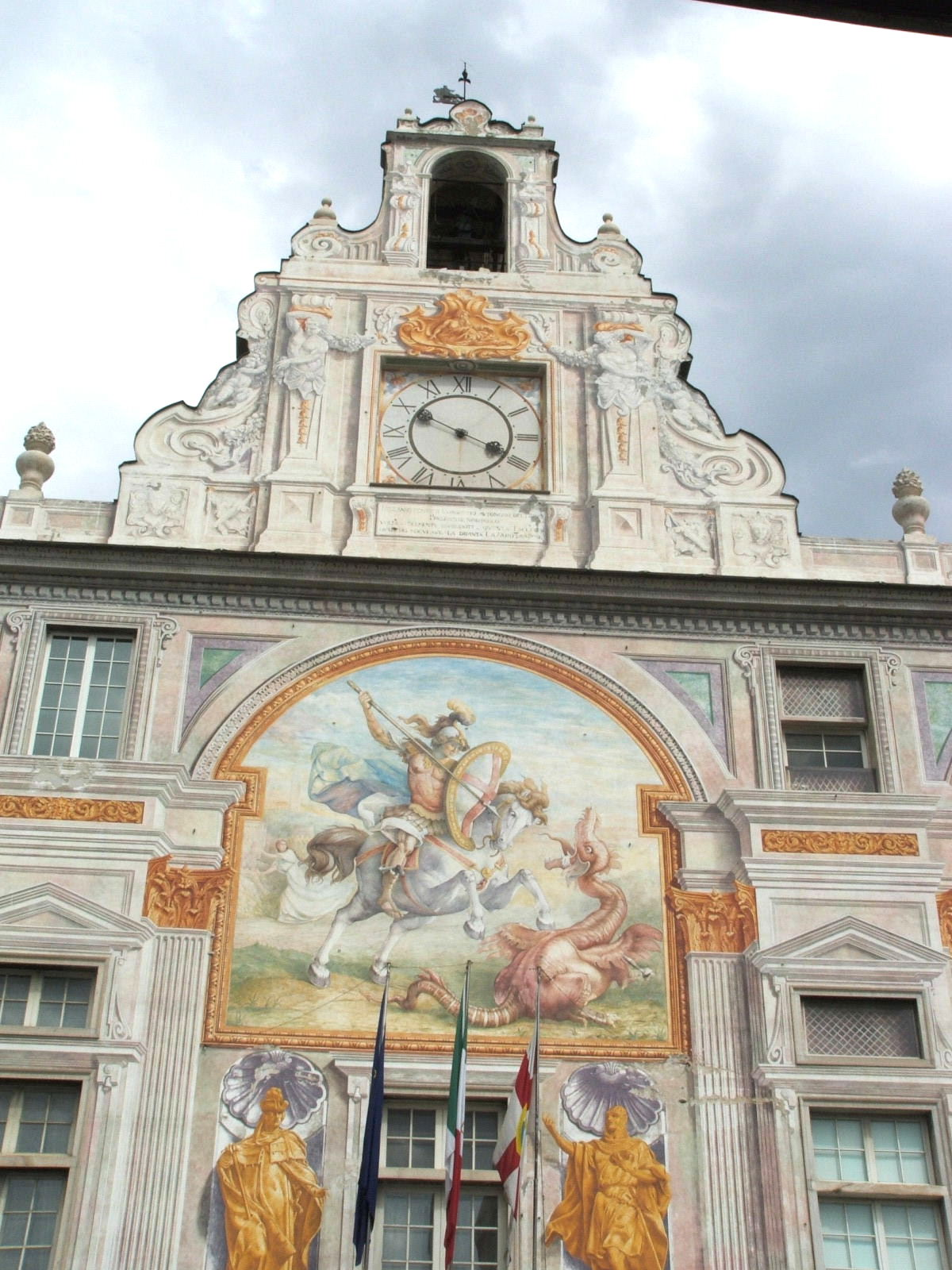
Fronton campenard de la façade
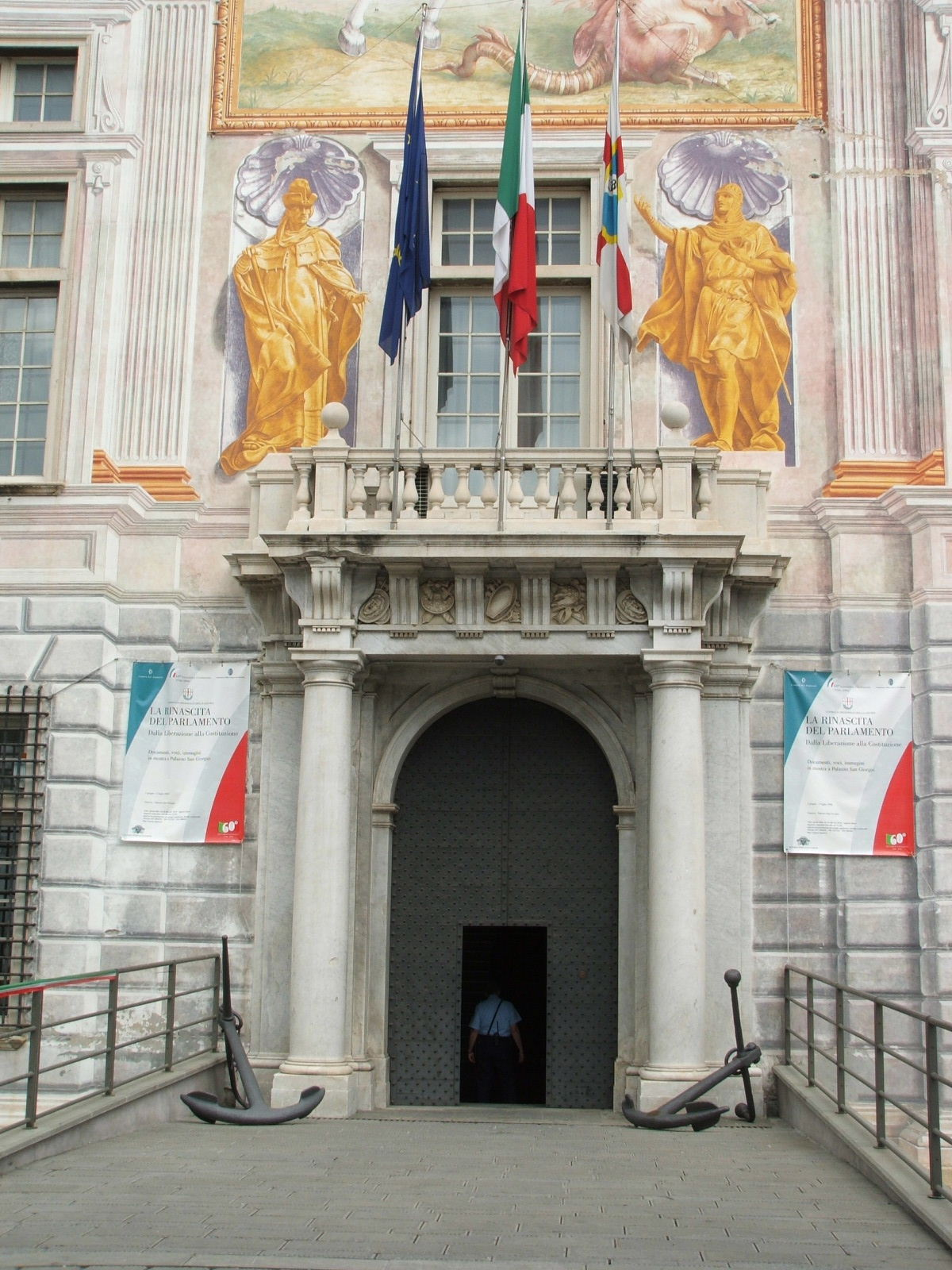
Le portail